# كريس كونولي
كريس كونولي (بالإنجليزية: Chris Connolly)‏ هو لاعب هوكي الجليد أمريكي، ولد في 23 يوليو 1987 في دولوث في الولايات المتحدة.

## وصلات خارجية
- كريس كونولي على موقع EliteProspects.com (الإنجليزية)
- كريس كونولي على موقع Eurohockey.com (الإنجليزية)
- كريس كونولي على موقع HockeyDB.com (الإنجليزية)